# Имола
Вижте пояснителната страница за други значения на Имола.
Ѝмола (на италиански: Imola) е град и община в провинция Болоня на Северна Италия. Намира се в област (регион) Емилия-Романя. Градът е известен с близкостоящата писта „Имола“, на която се провеждат състезания за Формула 1. Населението на Имола е 68 561 души (2009). Известен е и със своите керамични изделия.

## История
Земите на днешния град са били заселени още по римско време, когато на това място е съществувало земеделско и търговско средище, известно като Форум Корнелий. Името му идва от Луций Корнелий Сула, древноримски пълководец. Според преданията, св. Касиан Имолски е бил християнски мъченик, живял по време на управлението на византийския император Юлиан Апостат (4 век). През 422 Имола става епископски дворец. През 6 век Форум Корнелий е разрушен и започва съществуването на Имола. През 11 век Имола става свободен град. От 1262 до 1292 е под управлението на Болоня. През 14 век е построена крепостта Рока. От 1424 до 1438 попада под властта на миланския род Висконти. Леонардо да Винчи посещава града през 1502 и прави план на града. От 1504 е част от Ватикана, а през 1861 влиза в пределите на кралство Италия.

## Личности
Родени
- Джанкарло Мароки (р. 1965), италиански футболист

## Побратимени градове
- Вайнхайм, Германия
- Женвилиер, Франция
- Колчестър, Англия
- Пула, Хърватска от 1972 г.